# Немерко, Владимир Станиславович
Владимир Станиславович Немерко (28 июля 1897, Петербург, Российская империя — 3 января 1985, Варшава, Польша) — польский и советский биохимик, ученик Н. Д. Зелинского и А. И. Лебедева.

## Биография
Родился 28 июля 1897 года в Петербурге. Вскоре после рождения вместе с семьёй переехал в Москву. В 1918 году поступил в МГУ, который он окончил в 1923 году. После окончания МГУ, академик Николай Зелинский оставил дипломированного специалиста у себя, где он работал вплоть до 1925 года. Тяжёлое положение в СССР вынудило его эмигрировать в Польшу и ему несказанно повезло, ведь он поселился в Варшаве. С 1925 по начало 1980-х годов работал в Институте экспериментальной биологии в отделе биохимии, с 1945 года заведовал данным отделом. Одновременно с этим с 1945 года избран профессором Лодзинского университета, с 1955 года заведовал кафедрой физиологии животных Варшавского университета.
Скончался 3 января 1985 года в Варшаве. Похоронен там же.

## Личная жизнь
Владимир Немерко был женат на Стелле Немерко (1906—2006) — польском биохимике, которой удалось дожить до 100 лет.

## Научные работы
Основные научные работы посвящены биохимии насекомых.

## Членство в обществах
- Основатель и член (1957—1985) Польского биохимического общества.
- Член Польской академии наук.

## Награды и премии
- 1956 — Государственная премия ПНР.